# Boxholms landsfiskalsdistrikt
Boxholms landsfiskalsdistrikt var 1918-1951 ett landsfiskalsdistrikt i Östergötlands län, bildat Göstrings landsfiskalsdistrikt när Sveriges indelning i landsfiskalsdistrikt trädde i kraft den 1 januari 1918, enligt beslut den 7 september 1917. När Sveriges nya indelning i landsfiskalsdistrikt trädde i kraft den 1 oktober 1941 (enligt kungörelsen den 28 juni 1941) ändrades distriktets namn till Boxholms landsfiskalsdistrikt. När Sveriges nya indelning i landsfiskalsdistrikt trädde i kraft den 1 januari 1952 (enligt kungörelsen 1 juni 1951) upplöstes distriktet och dess område delades mellan landsfiskalsdistrikten Mjölby och Vadstena.
Landsfiskalsdistriktet låg under länsstyrelsen i Östergötlands län.

## Ingående områden
Den 1 januari 1920 (enligt beslut den 13 juni 1919) överfördes den del av Malexanders landskommun som låg i Ydre landsfiskalsdistrikt och Ydre härad till Göstrings landsfiskalsdistrikt och Göstrings härad. Den 1 oktober 1941 (enligt kungörelsen den 28 juni 1941) överfördes kommunerna Appuna, Hov och Väderstad till Ödeshögs landsfiskalsdistrikt. Skänninge stad tillfördes i polis- och åklagarhänseende, efter att stadsfiskalstjänsten i staden upphört, men inte i utsökningshänseende. 1 januari 1947 ombildades Ekeby landskommun till Boxholms köping.

### Från 1918
Göstrings härad:
- Allhelgona landskommun
- Appuna landskommun
- Bjälbo landskommun
- Blåviks landskommun
- Ekeby landskommun
- Hogstads landskommun
- Hovs landskommun
- Högby landskommun
- Järstads landskommun
- Del av Malexanders landskommun; andra delen låg i Ydre landsfiskalsdistrikt.
- Rinna landskommun
- Väderstads landskommun
- Åsbo landskommun

### Från 1920
Göstrings härad:
- Allhelgona landskommun
- Appuna landskommun
- Bjälbo landskommun
- Blåviks landskommun
- Ekeby landskommun
- Hogstads landskommun
- Hovs landskommun
- Högby landskommun
- Järstads landskommun
- Malexanders landskommun
- Rinna landskommun
- Väderstads landskommun
- Åsbo landskommun

### Från 1 oktober 1941
- Skänninge stad (förutom i utsökningshänseende, som staden skötte själv)[3]

Göstrings härad:
- Allhelgona landskommun
- Bjälbo landskommun
- Blåviks landskommun
- Ekeby landskommun (från 1 januari 1947 Boxholms köping)
- Hogstads landskommun
- Högby landskommun
- Järstads landskommun
- Malexanders landskommun
- Rinna landskommun
- Åsbo landskommun